# Lễ cưới (người Giáy)
Lễ cưới người Giáy là một nghi lễ của đồng bào dân tộc Giáy.
Các nghi lễ:
- Dạm hỏi
- Thả mối
- Ăn hỏi: Trong lễ ăn hỏi nhà trai đưa cho nhà gái một vòng cổ và một vòng tay để "đánh dấu".
- Cưới và lại mặt: Trong lễ cưới ngoài chi phí cho ăn uống, nhà trai còn phải mang cho nhà gái một số thực phẩm và tiền để làm quà tặng họ hàng gần, mỗi người một con gà, một con vịt và một đồng bạc trắng. Người Giáy cũng có tục kéo vợ.